# 科教興國
科教兴国是20世紀90年代中期中華人民共和國實施的一個戰略和指导方针，中共當局提出要把科技和教育摆在经济、社会发展的重要位置。這一戰略由江澤民正式提出。

## 歷史
1977年，邓小平提出科学和教育应当成为中國赶上世界先进水平的重要因素，这被視為科教兴国战略的雛形。1985年，邓小平要求各级党委和政府重视教育和科技工作。1988年，鄧小平又表示“科学技术是第一生产力”。863計劃和973计划被認為契合科教興國這一思想。
1995年5月6日，中共中央、中华人民共和国国务院首次提出科教兴国。在當年召開的中共十四届五中全会上，當局在《关于制定国民经济和社会发展“九五”计划和2010年远景目标的建议》中將科教兴国战略列为重要方针。1997年，科教興國被寫進中共十五大報告。1999年，朱鎔基在全国人大九届二次会议上再次強調科教兴国的重要性。中共二十大报告依然在强调科教兴国战略。

### 科技
中共建立了表彰和激励科技人员的机制。1999年9月，中共中央、国务院、中央军委授予于敏等23名科技人員两弹一星功勋奖章。2000年起设立国家最高科学技术奖。

### 教育
1995年3月18日，八届全国人大三次会议通过《中华人民共和国教育法》。中華人民共和國对教育的经费投入进一步加大，并且陆续推行了211工程、985工程。